# Barry Griffiths
Barry Griffiths (* 29. Februar 1964 in Auckland) ist ein neuseeländischer Tischtennisspieler. Er nahm vier Weltmeisterschaften und an den Olympischen Spielen 1988 teil.

## Werdegang
Barry Griffiths gewann sieben Medaillen bei den Ozeanienmeisterschaften, nämlich 1986 Gold im Doppel mit Peter Jackson, 1988 Gold im Einzel, Doppel mit Peter Jackson und mit der Mannschaft, 1982 und 1986 Silber mit der Mannschaft sowie 1986 Bronze im Einzel. Bei den Weltmeisterschaften in den 1980er Jahren kam er nie in die Nähe von Medaillenrängen.
Bei den Olympischen Spielen 1988 in Seoul trat Barry Griffiths im Einzel- und im Doppelwettbewerb an. Im Einzel gelangen zwei Siege bei fünf Niederlagen. Damit kam er auf Platz 41. Im Doppel mit Peter Jackson gewann er einmal und verlor sechsmal, womit er auf dem geteilten letzten Platz 29 landete.

## Spielergebnisse bei den Olympischen Spielen
- Olympische Spiele 1988 Einzel in Vorgruppe B[1]
  - Siege: Patrick Birocheau (Frankreich), Gilany Hosnani (Mauritius)
  - Niederlagen: Xu Zengcai (China), Georg Böhm (Bundesrepublik Deutschland), Chih Chin-long (Taiwan), Tonny Maringgi (Indonesien), Jan-Ove Waldner (Schweden)
- Olympische Spiele 1988 Doppel mit Peter Jackson in Vorgruppe B[2]
  - Siege: Ding Yi/Gottfried Bär (Österreich)
  - Niederlagen: Jan-Ove Waldner/Mikael Appelgren (Schweden), Kim Ki-taik/Kim Wan (Südkorea), Georg Böhm/Jürgen Rebel (Bundesrepublik Deutschland), Desmond Douglas/Sky Andrew (Großbritannien), Mario Álvarez/Raymundo Fermín (Dominikanische Republik), Chih Chin-long/Chih Chin-shui (Taiwan)

## Turnierergebnisse
| Veranstaltung        | Jahr | Ort            | Einzel         | Doppel         | Mixed     | Team |
| -------------------- | ---- | -------------- | -------------- | -------------- | --------- | ---- |
| OCEANIA Championship | 1982 | Sydney         |                |                |           | 2    |
| OCEANIA Championship | 1986 | Ballarat       | Halbfinale     | Winner         |           | 2    |
| OCEANIA Championship | 1988 | Noumea         | Winner         | Winner         |           | 1    |
| Olympic Games        | 1988 | Seoul          | Lost 1st stage | Lost 1st stage |           |      |
| World Cup            | 1988 | Canton & Wuhan | 17-20th places |                |           |      |
| World Cup            | 1989 | Nairobi        | 14             |                |           |      |
| World Championship   | 1981 | Novi Sad       | Qual           | Rd of 64       | Qual      | 39   |
| World Championship   | 1983 | Tokyo          | Rd of 128      | Rd of 64       | Qual      | 37   |
| World Championship   | 1985 | Gothenburg     | Qual           | Rd of 32       | Qual      | 38   |
| World Championship   | 1987 | New Delhi      | Qual           | Qual           | Rd of 128 | 38   |